# Сан-Лоренцо-дель-Валло
Сан-Лоренцо-дель-Валло (італ. San Lorenzo del Vallo, сиц. Santu Larienzu) — муніципалітет в Італії, у регіоні Калабрія,  провінція Козенца.
Сан-Лоренцо-дель-Валло розташований на відстані близько 410 км на південний схід від Рима, 90 км на північ від Катандзаро, 45 км на північ від Козенци.
Населення — 3421 особа (2014).
Покровитель — святий мученик Лаврентій.

## Демографія
Населення за роками:

Станом на 1 січня 2023 року в муніципалітеті офіційно проживало 67 іноземців з 12 країн, серед них 43 громадяни країн Євросоюзу та 3 громадяни України.

## Сусідні муніципалітети
- Альтомонте
- Кастровілларі
- Роджано-Гравіна
- Спеццано-Альбанезе
- Тарсія